# فرودگاه نلسون (نیوزیلند)
فرودگاه نلسون (نیوزیلند) (به انگلیسی: Nelson Airport (New Zealand)) یک فرودگاه همگانی مسافربری با کد یاتا NSN است که یک باند فرود آسفالت دارد و طول باند آن ۱۳۴۷ متر است. این فرودگاه در شهر نلسون، نیوزلند کشور نیوزلند قرار دارد و در ارتفاع ۵ متری از سطح دریا واقع شده‌است.